# Natasza Sierocka
Natasza Sierocka (ur. 28 kwietnia 1971 we Wrocławiu) – polska aktorka.

## Życiorys
W latach 1989–1993 studiowała na Wydziale Aktorskim Państwowej Wyższej Szkoły Teatralnej w Warszawie. W latach 1993–1994 zatrudniona była w Teatrze Studio w Warszawie. Od 1994 do 2004 pracowała w Teatrze Dramatycznym. Od 1 stycznia 2004 roku jest aktorką Teatru Współczesnego. Jej dwoje dzieci to Roch (1997) i Ita (1999).

## Filmografia

### Teatr telewizji
- 1993 – WALENTYNA, w: Aleksander Wampiłow, „Zeszłego lata w Czulimsku”, reż. Izabella Cywińska, TEATR TV
- 1993 – CHÓRZYSTKA w: Antoni Czechow, „Chórzystka”, reż. Piotr Cieślak, TEATR TV
- 1994 – DZIEWCZYNA, w: Horacio Quirogi, „Biała zapaść”, reż. Tadeusz Król, TEATR TV
- 1994 – MALWINA, w: Charles Nodier, „Upiór”, reż. Filip Bajon, TEATR TV
- 1994 – MODRUSIA, w: „Porozmawiaj ze mną”, reż. Elżbieta Cyran, TEATR TV EDUKACYJNEJ
- 1994 – JULIETTE, w: Ronald Harwood, „Zatrute pióro”, reż. Jerzy Gruza, TEATR TV
- 1995 – HELOIZA, w: Roger Vailland, „Heloiza i Abelard”, reż. Agnieszka Glińska, TEATR TV
- 1995 – POŚWIATOWSKA, w: A. Bartenbach, „Moim sąsiadem jest anioł”, reż. Filip Zylber, TEATR TV
- 1995 – ONA, w: Robert Coover, „Scena miłosna”, reż. Maria Zmarz-Koczanowicz, TEATR TV
- 1995 – BANKI, w: „Tajemnica Abigeil” 4 części, reż. Izabella Cywińska, TEATR TV
- 1996 – MARYJA, w: „Pieśni wielkopostne”, reż. Michał Rosa, TEATR TV
- 1996 – MURA, w: Maria Pawlikowska-Jasnorzewska, „Skarb w płomieniach”, reż. Jerzy Gruza, TEATR TV

### Teatr Studio
- 1993 – NASTASIA FILIPOWNA, w: „4 komedie równoległe; Sonata epileptyczna”, reż. Jerzy Grzegorzewski, TEATR STUDIO
- 1994 – LILO, w: Tankred Dorst, „Pan Paweł”, reż. Barbara Sierosławska, TEATR STUDIO

### Teatr Dramatyczny
- 1996 – Mary, w: Gertruda Stein, Bracia i Siostry i, reż. Bożena Suchocka
- 1996 – Barbarina, w: Carlos Gozzi, Ptaszek zielonopióry, reż. Piotr Cieplak
- 1996 – Rozalinda, w Jak wam się podoba Williama Szekspira, reż. Piotr Cieślak
- 2002 – MARIA GREKOW, w: Antoni Czechow, Płatonow, reż. Paweł Miśkiewicz

### Teatr Współczesny
- 2006 – Wasza Ekscelencja Fiodora Dostojewskiego jako Praskowia Ilijiniczyna, siostra Wujaszka (reż. Izabella Cywińska)
- 2004 – Nieznajoma z Sekwany Ödöna von Horvátha jako Nieznajoma (reż. Agnieszka Glińska)
- 2001 – Bambini di Praga Bohumila Hrabala jako Niewidoma Dziewczyna (reż. Agnieszka Glińska)

### Seriale telewizyjne
- 2012: M jak Miłość
- 2003-2015: Na Wspólnej
- 2005: Boża podszewka
- 2004: Glina – Klara, siostra Elżbiety Zarębskiej (odc. 11 i 12)
- 2000: Twarze i maski – żona Wiktora Szamota
- 2000: Więzy krwi

### Seriale internetowe
- 2020: Jonasz z 2B – matka Jonasza
- 2021: Jonasz z maturalnej – matka Jonasza